# Шилов, Вячеслав Фёдорович
Вячеслав Фёдорович Ши́лов (род. 23 октября 1970 года в Потсдаме, Германия) — российский художник-карикатурист. Живёт в Санкт-Петербурге. Член Союза художников и графиков международной федерации художников ЮНЕСКО.

## Биография
Первая публикация Шилова состоялась в газете «Калининградский комсомолец» в 1985 году. В 1986 году он вступил в Клуб калининградских карикатуристов, а в 1987 году — в аналогичный ленинградский клуб. В 1996 году окончил факультет журналистики Санкт-Петербургского университета, защитив диплом по теме: «Карикатура: история, стилистика жанра, современный творческий опыт».
С 1992 по 1996 В. Шилов работал карикатуристом ежедневной газеты «Невское время», с 1997 — художник-карикатурист газеты «Вечерний Петербург», автор и ведущий рубрики «Версия», художник газеты «Смена».
C 2001 по 2008 — главный художник издательства фонда «Содружество», с 2009 по 2010 — арт-директор компании «Свои в Городе».
Вячеслав Шилов был создателем и руководителем проекта «Cartoonbank.Ru», который объединял петербургских карикатуристов и издателей вокруг концепции, что карикатура — это и искусство, и изобразительная журналистика. Проект действовал с марта 2011 по март 2022 года, когда его пришлось закрыть по политическим и экономическим причинам.

## Выставки
В составе группы карикатуристов В. Шилов участвовал в двух выставках «NJET PROBLEM!» в Германии: Мюнхен (1995) и Берлин (1996). Проданные на выставках работы находятся в частных коллекциях в Германии, а также в Музее искусств города Фрайзинга.
Участник выставки карикатуры «Очная ставка» в Государственном Русском музее в 1996 году.

## Награды
«Серебряная пластина» в Анкаре (Турция, 1993). Спецприз в Кнокке-Хейсте (Бельгия, 1994), второй приз на международной выставке в Тюмени (1994), там же — специальный приз (1995), и ещё около десятка призов и дипломов, полученных в Италии, Японии, Корее, Болгарии.
В сентябре 2011 года занял 1 место на международном конкурсе в городе Чанчунь в провинции Гирин в КНР.
В ноябре 2011 года получил вторую премию на международном конкурсе карикатуры и плаката «Осторожно: Люди!»

## Публикации
Работы Шилова публиковались в прессе Германии, Израиля, США, Турции, Эстонии и России.
В 1997 вышла книга карикатур «А вот со мною тоже был случай» (издательство «Биржа», Нижний Новгород).
C 1998 по 2005 — несколько сборников карикатур вместе с группой «Нюанс» (вместе с Виктором Богорадом и Леонидом Мельником).
В 2010 году издан авторский сборник работ Шилова «No.2» в серии «Галерея мастеров карикатуры».
Вячеслав Шилов как художник принял участие в групповом проекте в формате книги художника — Город как субъективность художника, работа «Сон» (2020).